# Timothy Fridtjof Flannery
Timothy Fridtjof Flannery FAA (Melbourne, 28 de gener de 1956) és un mastòleg, paleontòleg, ecologista, conservacionista explorador i científic públic australià. Al llarg de la seva carrera professional ha descobert més d'una trentena d'espècies de mamífers. Fou el comissari en cap de la Comissió del Clima, un ens del govern federal australià encarregat de proporcionar informació sobre el canvi climàtic al públic. Després que el govern abolís la Comissió el 2013, Flannery i altres excomissaris fundaren el Climate Council, finançat per la comunitat.